# John W. McCrindle
John Watson McCrindle (* 16. Februar 1825 bei Maybole, South Ayrshire; † 16. Juli 1913 in Westcliff-on-Sea) war ein britischer Altphilologe, der sich mit den antiken Quellen zu Indien beschäftigte. 
Er war der Principal des Government College von Patna und ein Fellow der Calcutta University. Er verfasste einer Reihe von Arbeiten zum Alten Indien, wie es von den antiken Autoren beschrieben wurde, darunter die Werke von Ktesias, Megasthenes und Arrian; die Periplus Maris Erythraei („Küstenfahrt des Roten Meeres“); Ptolemäus’ Geographie Indiens und die Invasion Indiens von Alexander dem Großen. 